# Yaverlandia
Yaverlandia — рід манірапторових динозаврів. Відомий за частковим викопним черепом (MIWG 1530), знайденим у шарах нижньої крейди формації Вессекс (верхнє мулисте русло; формація Вектіс) на острові Вайт, він був описаний як найдавніший відомий член родини пахіцефалозавридів, але дослідження Даррена Нейша показують, що насправді це був теропод, здавалося б, манірапторан. Яверландія була названа за місцем, де її знайшли, Яверленд Пойнт. Його довжина становила приблизно 1 м, а висота — 30 см. Типовий вид — Yaverlandia bitholus.